# Buléon
Buléon (Buelion trong tiếng Bretagne) là một xã ở tỉnh Morbihan trong vùng Bretagne tây bắc Pháp. Xã này có diện tích 12,27 km², dân số năm 1999 là 424 người. Khu vực này có độ cao từ 89-149 mét trên mực nước biển.
Cư dân của Buléon danh xưng trong tiếng Pháp là Buléonais.